# 1983年旧金山市长罢免选举
旧金山于1983年4月26日举行了市长罢免选举，决定是否罢免市长黛安娜·范斯坦。罢免提案以压倒性多数票被否决，范斯坦得以继续担任市长。

## 背景
1983年，范斯坦通过了一项手枪禁令（后来被州上诉法院推翻）。这一举动激怒了极左翼的白豹党，该党迅速发起了一场成功的运动，迫使民众举行了针对范斯坦的罢免选举。白豹党在收集签名的过程中得到了近期民愤的支持，特别是在城市的同性恋社区中，这是因为范斯坦否决了一项将城市员工福利扩展到伴侣的立法而引发了不满。

## 活动
范斯坦被认为是一位受欢迎的市长。到了选举日，范斯坦的胜利已被普遍认为是板上钉钉的事。范斯坦的竞选团队举办了一场非常成功的活动，旨在鼓励选民缺席投票，并在选举前向选民发放了缺席选票。尽管同性恋群体中有些人反对范斯坦，但他们并不大力支持罢免范斯坦。

## 选举结果
范斯坦在城市的710个投票区中只输掉了一个选区。她未能赢得的那个选区是白豹党所在的地区，该党组织了罢免范斯坦的活动，她在该选区仅以一票之差落败。
| 1983年旧金山市长罢免选举 | 1983年旧金山市长罢免选举 | 1983年旧金山市长罢免选举 | 1983年旧金山市长罢免选举 | 1983年旧金山市长罢免选举 |
| 候选人                   | 候选人                   | 得票数                   | 百分比                   |                          |
| ------------------------ | ------------------------ | ------------------------ | ------------------------ | ------------------------ |
| 不同意                   | 不同意                   | 134,591                  | 81.69%%                  |                          |
| 同意                     | 同意                     | 30,166                   | 18.31%%                  |                          |
| 得票总数                 | 得票总数                 | 164,757                  | 100%                     |                          |